# Jean III de Chalon-Arlay
Pour les articles homonymes, voir Jean de Chalon et Jean III.
Jean III de Chalon, dit aussi de Chalon-Arlay, mort à Paris en 1418, est seigneur d'Arlay et par mariage Prince d'Orange (1393). Il est issu de la maison de Chalon-Arlay.

## Biographie

### Origines
La date de naissance de Jean de Chalon n'est pas connue. Il appartient à la maison de Chalon-Arlay, une tige de la maison de Chalon.
Jean est le fils de Louis Ier de Chalon-Arlay († 1366), seigneur d'Arguel, Boussey (Boussay), Cuiseaux, L'Isle-sous-Montréal (sur-Serein), Pizy, Vitteaux, et de Marguerite de Vienne († apr. 1399), dame de Lons en partie (le bourg Saint-Désiré) avec Montmorot et Pymont (cf. l'article Ste-Croix).
Il est le neveu et héritier d'Hugues II, seigneur d'Arlay et de Nozeroy.

### Mariage et succession du comté de Genève
Son père meurt outre mer, devant la ville de Mesembria, en 1366, lors de l'expédition du comte Amédée VI de Savoie contre les Turcs et les Bulgares,. Jean hérite des possessions de son père, Arlay, Arguel, Cuiseaux, et de Vitteaux. 
Jean de Chalon est uni par contrat du 11 avril 1386 à Marie des Baux, héritière de la Principauté d'Orange, ainsi que Courthézon, Gigondas, Condorcet et d'autres terres. Elle est la fille de Raymond V († 1393), seigneur des Baux, et de Jeanne de Genève († 1389), fille du comte de Genève, Amédée III. Le mariage a lieu en 1388.
Bien que Jeanne ait renoncé à toutes ses prétention sur le comté de Genève, en 1361, Jean, en tant que beau-fils, tente de revendiquer cet héritage à la mort du dernier comte, Robert, contestant ainsi l'héritier désigné, Humbert de Villars.

### Héritage d'Arlay
Vers la fin de l'année 1388, il hérite de son oncle Hugues II de Chalon-Arlay, chef de nom et d'armes de la famille, de l'ensemble des terres de la branche aînée.
Vers 1400, il obtient de son lointain cousin Louis II de Chalon-Tonnerre l'autre partie de Lons (le bourg de Lons), avec Montaigu : la baronnie de Lons est enfin réunie au profit des Chalon-Arlay. 
En 1403, ayant connaissance de la lettre que son grand-père, Jean II de Chalon-Arlay, écrivit en 1351 au sujet des serfs de l'Abbaye de Saint-Martin d'Autun et par laquelle son grand-père renonçait au droit qu'il pouvait avoir ès borgeoisies et adveux des hommes de Girolles, il défendit à tous ses baillis, chastelains et officiers, d'en recevoir aucun en bourgeoisie ou aveu.

### Mort et succession
Jean de Chalon meurt en 1418. L'ouvrage Description de la Franche-Comté (1552) mentionnait pour date de sa mort le 2 septembre 1418, à Paris. Il semble mourir de la peste.
Son corps est inhumé dans le prieuré Sainte-Catherine-du-Val-des-Écoliers, à Paris[réf. nécessaire].
Son fils aîné Louis II, dit le Bon, lui succède au titre de seigneur d'Arlay et prince d'Orange.

## Famille

### Descendance
Jean de Chalon († 1418) épouse en 1388 Marie des Baux († 1417), dont sont issus : 
- Louis II, dit le Bon (v. 1390 † 1463), prince d'Orange, seigneur d'Arlay, d'Arguel, de Montfaucon, d'Orbe, d'Echelens et de Grandson, ∞ (1°) Jeanne de Montbéliard, dame de Montfaucon, ∞ (2°) Éléonore d'Armagnac ;
  - dont Guillaume VII et la suite des Chalon, princes d'Orange[5], jusqu'au début du XVe siècle.
- Hugues/Huguenin († 1426), seigneur de Cuiseaux, sans descendance ;
- Jean († 1462), seigneur de Bercher, de Vitteaux, de l'L'Isle-sous-Montréal, ∞ (1424) de Jeanne de La Trémoïlle-branche des comtes de Joigny, sires d'Antigny, Grignon, Uchon, Bourbon-Lancy, Pierre-Perthuis, 
  - dont la tige des comtes de Joigny et des seigneurs de Vitteaux, Lormes-Chalon, L'Isle-sur-Serein, Uchon, Grignon, Pierre-Perthuis ;
- Alix († apr. 1457), dame de Bussy (par son mariage), ∞ Guillaume de Vienne, fils de Guillaume le Sage), seigneur de Sainte-Croix, de Saint-Georges, de Joux ;
- Marie († 1465), ∞ Jean de Fribourg, dit de Furstemberg, comte de Fribourg, de Cerlier et de Neuchâtel.

## Sceau et armes

Armes des Chalon d'Orange.

Un sceau équestre de 1404 permet de distinguer sur l'écu du chevalier et la housse du cheval les armes des Chalon-Arlay, de gueules à la bande d’or chargé au franc quartier d’une étoile d’azur.
Le grand sceau de Jean, selon Gérard Detraz attaché de conservation aux Archives départementales de la Haute-Savoie, réutilise la matrice de son grand-père Jean II de Chalon-Arlay, tout en ayant modifié « la légende et gravure dans le champ des armes d'Orange » (sigilla.org). 

## Titres
- seigneur d'Arlay, Arguel, Cuiseaux[4], etc.
- Prince d'Orange, acquisition par mariage[4]